# Un singe sur le dos
Pour plus de détails, voir Fiche technique et Distribution.
Un singe sur le dos est un téléfilm français réalisé par Jacques Maillot, diffusé en 2009.

## Synopsis
Francis a sombré dans l'alcool. Acculé par sa dépendance il finit seul, à la rue, en ruminant sa déchéance, le travail qu'il a perdu, l'enfer qu'il a fait subir à sa famille. Pourtant le désir de se ressaisir le taraude, reste à passer à l'acte.

## Fiche technique
- Titre : Un singe sur le dos
- Réalisation : Jacques Maillot
- Scénario : Pierre Chosson et Jacques Maillot
- Production : Béatrice Arnaud et Marie-Claude Reverdin
- Musique : Stéphan Oliva
- Photographie : Luc Pagès
- Montage : Julien Leloup
- Pays d'origine : France
- Format : Couleurs - 16:9 - HD
- Genre : Drame
- Durée : 101 minutes
- Dates de diffusion : 13 novembre 2009 (ARTE) / 5 avril 2011 (TV5 Monde Allemagne) / 11 janvier 2013 (ARTE) / 8 février 2014 (TV5 MONDE France Belgique Suisse)

## Distribution
- Gilles Lellouche : Francis
- Carole Franck : Jeanne
- Marc Chapiteau : Louis
- Laurence Cordier : Sylviane
- Fani Kolarova : Helena
- Alain Beigel
- Eric Bonicatto
- Aristide Demonico
- Romain Houplain : Gaspard
- Maxence D'Almeida
- Olivier Perrier
- Cédric Le Maoût